# NGC 2087
NGC 2087 ist eine Balken-Spiralgalaxie vom Hubble-Typ SBa im Sternbild Pictor am Südsternhimmel. Sie ist schätzungsweise 191 Millionen Lichtjahre von der Milchstraße entfernt und hat einen Durchmesser von etwa 45.000 Lichtjahren.
Das Objekt wurde am 6. Dezember 1834 von John Herschel entdeckt.